# 澳門航空

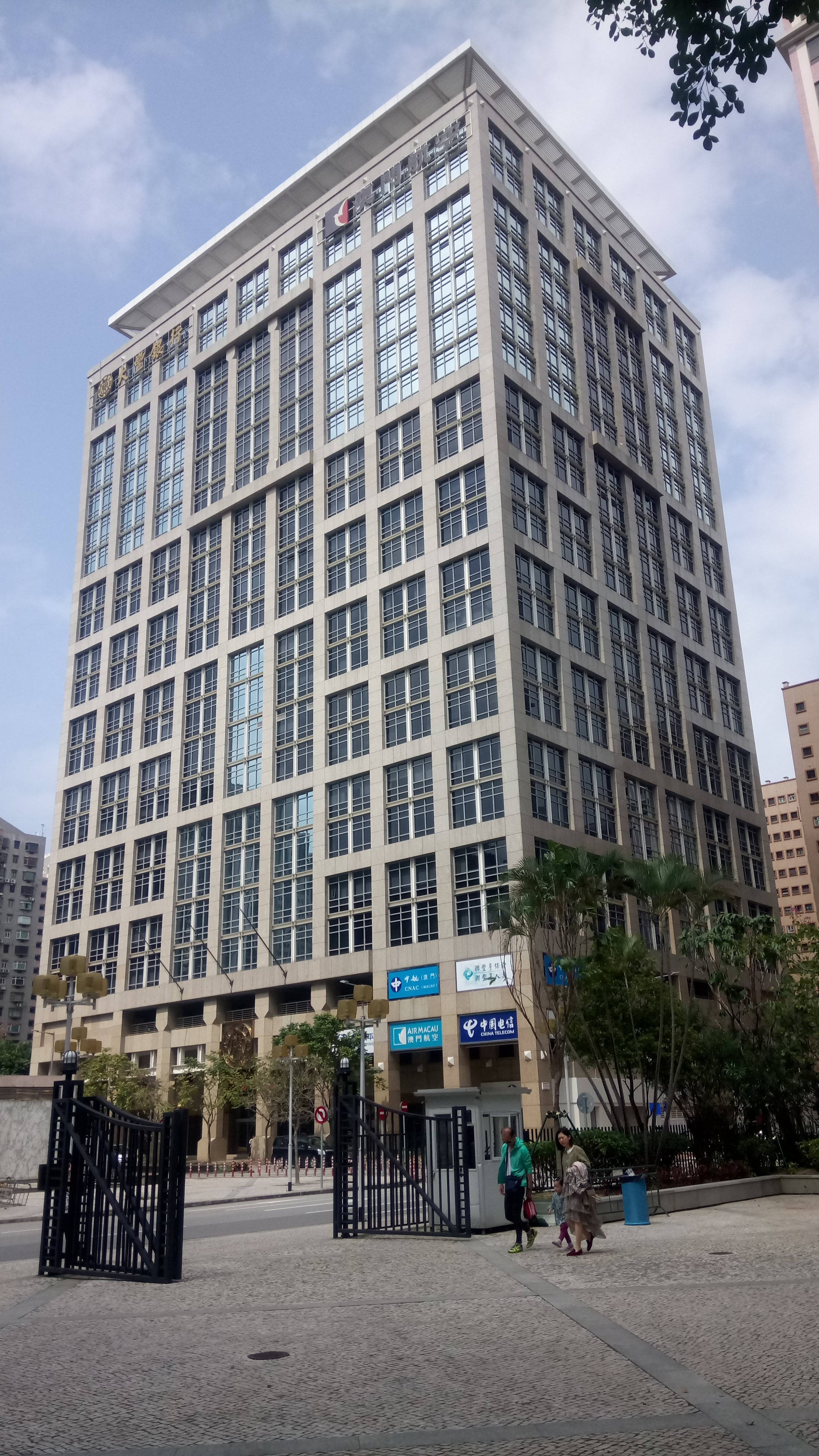
位於澳門新口岸宋玉生廣場398號的中航大廈，為澳門航空總部所在地

澳門航空（英語：Air Macau）全称澳門航空股份公司（葡萄牙語：Companhia de Transportes Aéreos Air Macau, S.A.R.L.），是澳門唯一的航空公司，以澳門國際機場為樞紐，航點遍及中國大陸、台灣、東北亞及東南亞主要都市。
澳門政府與澳門航空間存在專營合同，專營權旨在以正規和連續的方式設立、保持和經營前往和來自澳門的旅客、行李、貨物、郵包和郵件的空運服務。專營權為期25年，自澳門國際機場投入營運之日算起。2019年11月9日起，獲延長批給3年。

## 歷史

### 成立
澳門航空成立於1994年9月13日。配合澳門國際機場於1995年11月9日啟用，同日開始商業飛行，首次派遣飛機從澳門飛往北京和上海。
澳門航空和台湾台北市航空運輸商業同業公會两方於1995年12月達成了《關於澳門與台灣之間航空運輸商業協議》，允许澳门航空在台湾-澳门-大陆航班中实施仅更换航班号、不更换飞机的「一機到底」安排。成立之初，澳門航空作為“兩岸中轉的橋樑”，定位於兩岸客貨運輸中轉市場，主要經營中國大陸和台灣之間的中轉聯程旅客和貨物運輸業務。
2002年10月，由深圳经澳门前往台北的货运航线开始运作，是澳门航空的第一条完全货运航线。

### 2002－2008年：迅速發展
2002年10月8日，澳門航空公司一架波音727貨機開通第一條以接駁形式往返深圳—澳門—台北之間的全貨機航線。2004年，澳門航空正式成立獨立的貨運部門， 並引進兩架空中巴士A300B4F全貨機，進一步拓展至純貨運航班，提供服務至台北、南京，其後更開辦上海、廈門、新加坡、曼谷等的全貨運航點。
2008年以前，往來兩岸的臺灣人，大多知曉或搭乘過所謂「一機到底」澳門模式。當時海峽兩岸尚未直航，往來兩岸必須在香港或澳門中轉，而所謂「一機到底」模式，乘客只需在澳門機場停留30分鐘左右，更加省時和便捷。

### 2008－2009：陷入危機
2008年，海峽兩岸開放直航，對澳航賴以生存的中轉市場產生重大衝擊。兩岸中轉客貨運市場大幅萎縮，澳航失去了佔客運業務60%以上的兩岸中轉旅客，公司收入大幅下滑，之後又遭遇全球金融危機，澳門經濟低迷，澳門航空陷入嚴重虧損，瀕臨破產邊緣。
与此同时，澳門特區政府、澳門中聯辦、中國航空集團对澳门航空进行资助，由國航牽頭對澳門航空進行了股權重組和注資，向澳航注資1.59億元，同時派出了專業團隊，開啟了澳航艱難的轉身。轉型過程中，澳航首先將兩岸中轉聯程市場轉變為以澳門為旅遊、休閒、娛樂目的地的點到點市場，依託中国經濟和澳門經濟的高速發展，在中国市場加大網絡佈局建設和市場營銷。同時向國航“濕租”飛機削減過剩運力，提高飛機資產使用效率，逐漸退出貨機市場，削減虧損航線。

### 2010至今：穩步向前
從2010年至2014年，公司實現了5年連續盈利，總資產比2008年翻了4.5倍。從當年的北京、上海、台北三個航點起步，建成如今覆蓋海峽兩岸及東南亞、東北亞等地區的航線網。
澳門航空於2011年11月通過向澳門特別行政區政府配售新股而獲得約7億元現金，是次股權重組，發行420,420股新股，全部均為記名的普通股，每股票面值一百澳門元，每股帳面溢價1,565元，全部由政府認購，使政府持股量從5%增至21.5%，成為澳門航空的第二大股東。但持有66.9%股權的中國國際航空有限公司依然是其最大控股股東。
2012年澳門航空有近2.8億澳門元的淨利潤，較2011年增11.4%。2012年總收入達30.3億澳門元，較2011年增19%。另外，2012年客運量及飛機起降班次分別有161萬人次及16,309架次，同比分別增15.8%及12%。貨運增12.9%至12,438噸。
澳門航空2013的業績顯示，營業收益達35.08億（澳門元，下同），較一二年的32.91億增約6.6%。由於營業成本及費用增加，去年全年盈利較一二年的2.8億微增不到1%至2.815億。澳航已連續四年實現逾兩億盈利。根據澳門航空與特區政府於○九年訂立的優先股發行協議及《商法典》第四百二十條，向優先股股東宣佈分派金額750萬，相當於優先股總票面值5%的優先股息，並要求將已宣佈分派的股息投放於設立澳門航空的公司章程第十四條所指的不可分派的公積金，而253,933,428元的盈餘將帶入2014年。
2017年，澳門航空實現營業收入28.32億元人民幣，同比增長6.39%，稅後利潤0.70億元，同比增長243.21%。
2019年1月，民航局證實已於2018年10月已通知澳門航空專營權在2020年11月底約滿後將不會再有專管權，澳門航空專營權由今年11月9日起，獲延長批給三年。
從2023年1月起，在澳門航空網站上，顧客需要註冊並驗證手提電話號碼才可以搜索票價及訂票。

## 服務
2005年12月23日，澳門航空成ISO9001:2000品質管理體系認證。
截至2009年9月15日，澳門航空共有職員1002名。其中澳門本地員工佔 31.8%，員工來自世界28個國家和地區。員工平均年齡28歲。
電子機票票號以675開頭。
澳門航空因管理不善，2008年年中遇上了財政問題。2009年12月4日，中國國際航空公司宣佈注資1.59億元，使中國國際航空公司在澳航持股比例增至80.8625%。
根據注資計劃，澳門航空的已發行股本首先削減至1,000,000澳門元（等值為
約港幣970,874元）。透過按每股100澳門元的面值發行1,990,000股普通股及2,000,000股無投票權可贖回優先股，實施注資計劃將澳門航空的已發行股本增至400,000,000澳門元（等值為約港幣388,349,515元）。作為注資計劃的一部份，國航須向澳門航空的股本注資158,702,500澳門元
（等值為約港幣154,080,097元），作為認購澳門航空1,587,025股普通股的代價。代價乃根據總額達508,000,000澳門元（等值為約港幣493,200,000元）的注資計劃而釐定，注資計劃考慮到澳門航空的財務狀況，並根據適用的澳門法律進行，旨在恢復澳門航空的財務狀況。
2010年6月15日，澳門航空正式宣佈與全日本空輸（ANA）展開合作關係，第一步是在同年7月1日開始與全日空共享關西國際機場出發之日本國內線航班代碼，其後於同年10月5日宣佈進一步擴展到成田國際機場、福岡機場等地出發之航班。
2012年11月14日，澳門航空與韓亞航空簽署合作備忘錄，由11月30日起澳門至韓國首爾仁川國際機場的航線上實行航班代碼。
2013年5月1日起，澳門航空與深圳航空實行代碼共享。
2019年8月1日起，推出全新客艙——「飛悅經濟艙」， 其客艙設置在經濟艙的首排座位。原來每排三個座位只售其中兩個，并在中間座位放置小桌。
2025年3月30日起，澳門航空與長榮航空實行代碼共享。

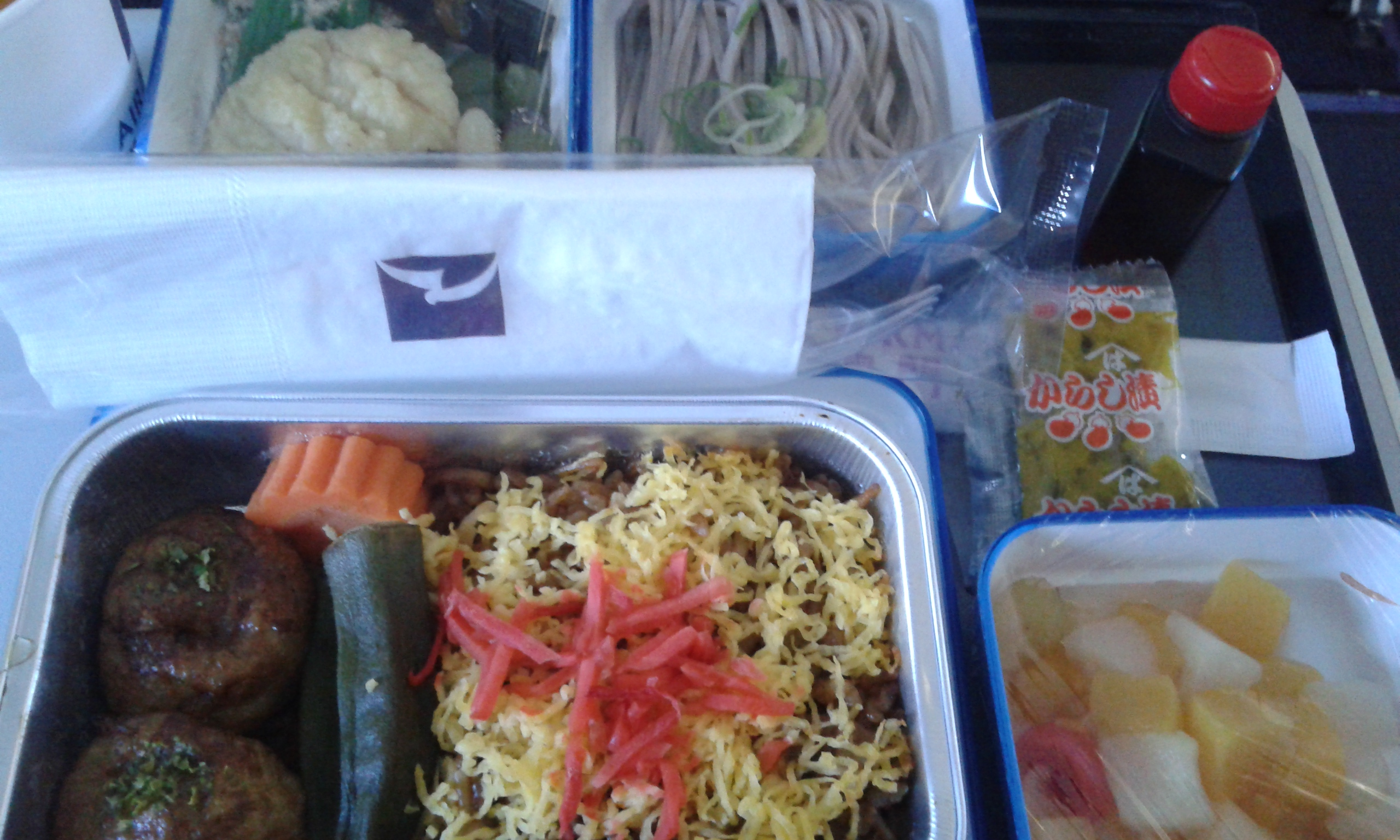

### 航班餐飲服務
澳門航空的航班通常提供正常餐及特別配餐，特別餐包括兒童餐、糖尿病餐、水果餐、印度餐、低卡路里餐、低脂/低膽固醇、中式素食、西式素食，可於訂位時提出需求，最遲於起飛前24小時必須提出。

### 機場貴賓室
澳門航空於澳門國際機場離境大廳2樓設有其專屬貴賓室，給予商務艙、飛悅經濟艙旅客及鳳凰知音終身白金卡、白金卡及金卡會員使用。澳航貴賓室可容納122人，為旅客提供舒適優雅的環境及輕膳美食，亦有免費無線上網服務，供旅客待機休息。

## 機隊

### 現役機隊
和全球航空公司一樣受普惠PW2000引擎影響，所有使用該引擎的neo系列飛機都要陸續回原廠更新引擎，澳門航空就有5架使用該引擎的飛機（B-MBQ、B-MBR、B-MBS、B-MBT、B-MCK），使澳航實質營運的飛機只有17架，故疫情前的航點還未完全恢復，如福岡、揭陽、潮汕、合肥、鄭州、義烏、南通、天津等城市

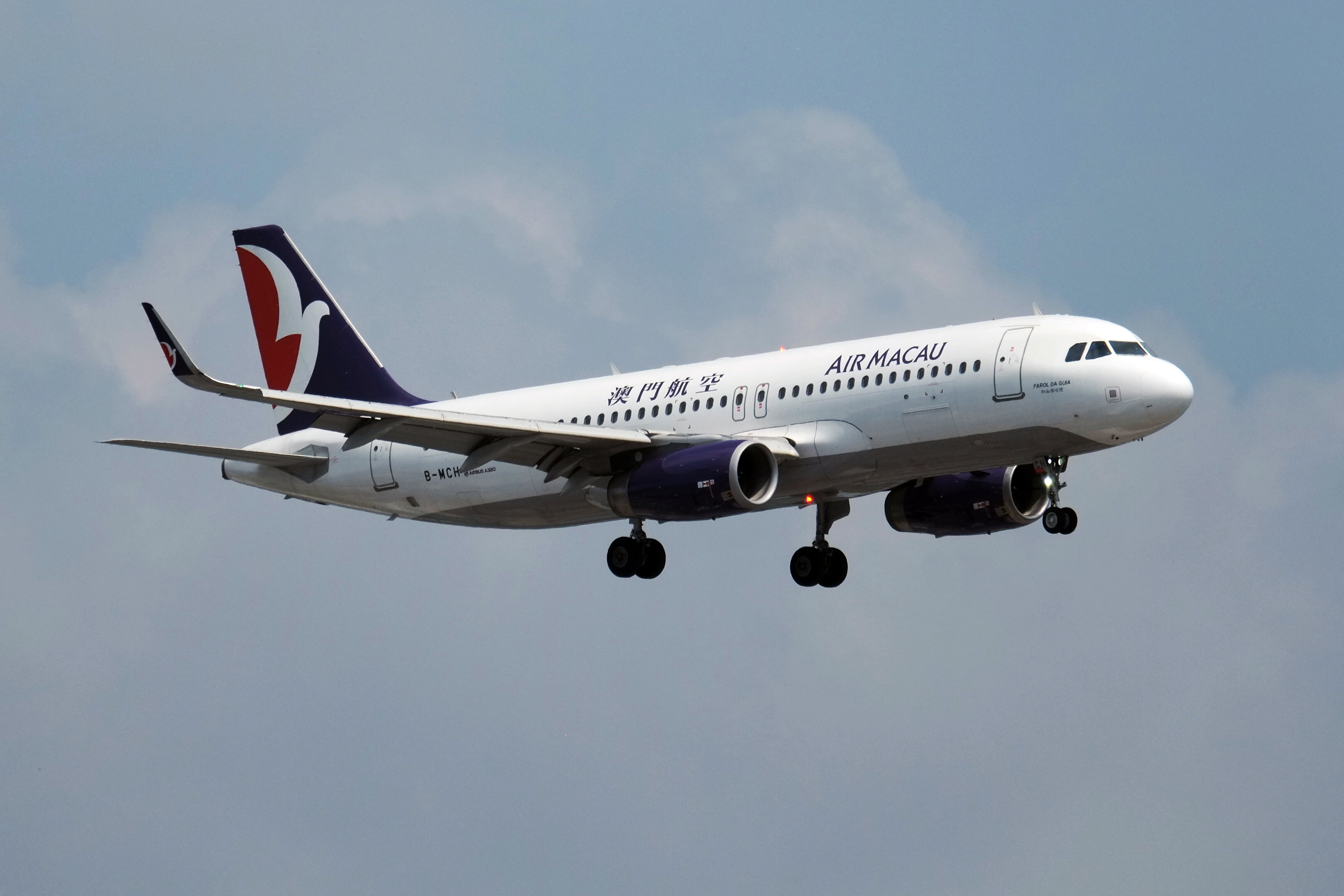
澳門航空的空中巴士A320-232客機正在降落於鄭州新鄭國際機場
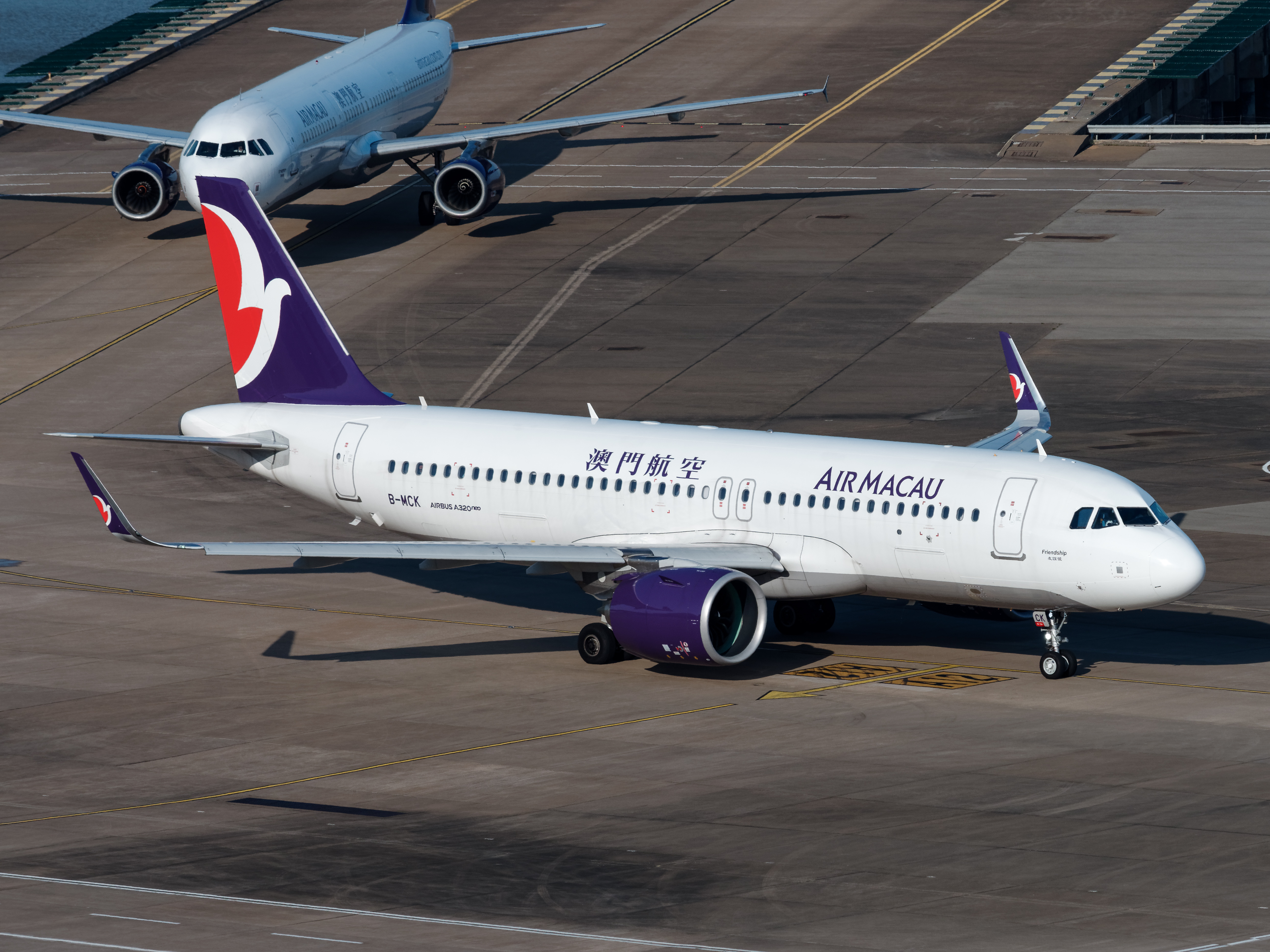
澳門航空的空中巴士A320neo客機於澳門國際機場滑行
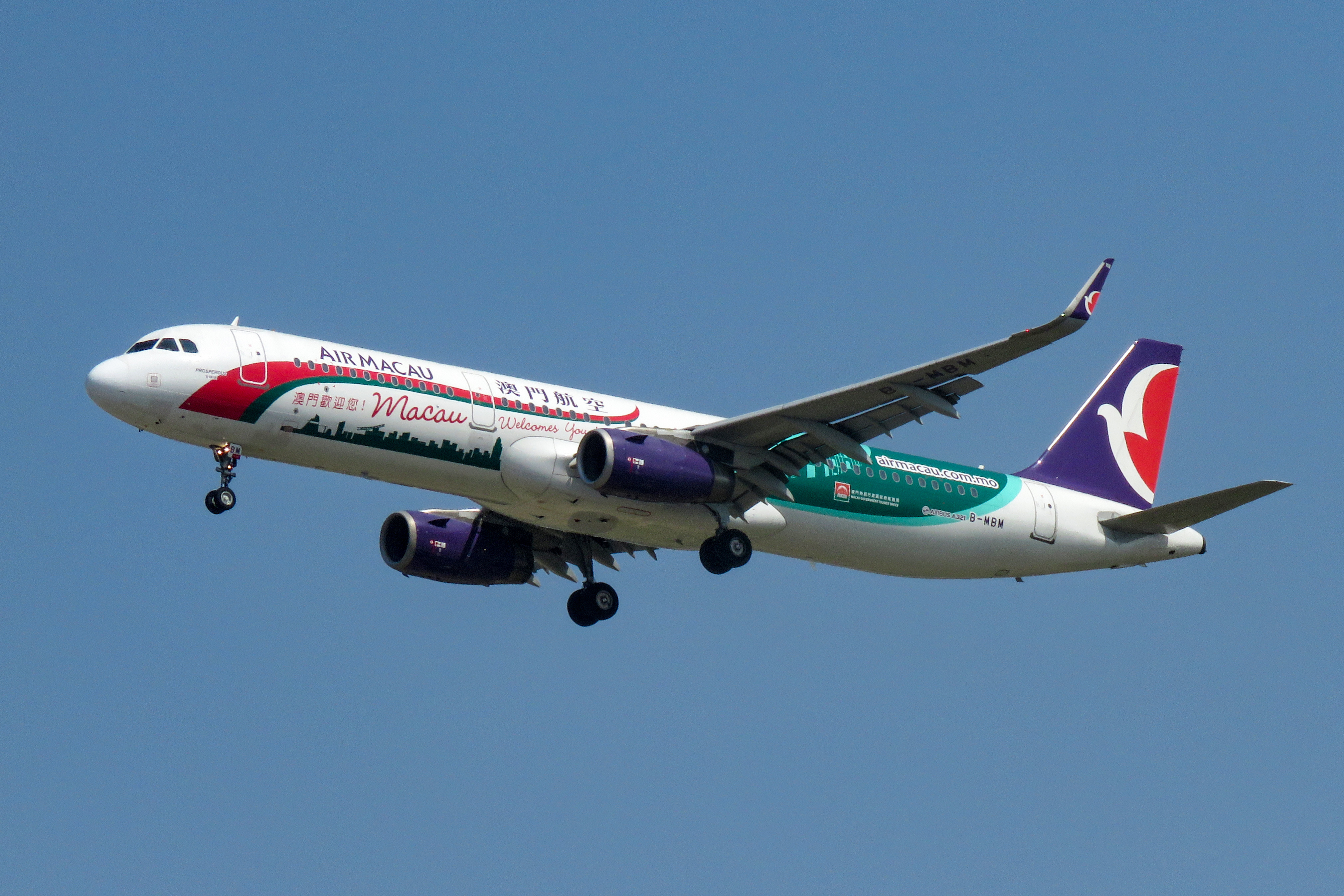
澳門航空的空中巴士A321-231客機正在降落於北京首都國際機場

澳門航空全部客機均是空中巴士。截至2024年11月，澳門航空機隊平均機齡約8.6年。

### 彩繪機
2005年12月，澳門航空作為2005年東亞運動會指定航空公司，故在2003年12月將機隊轄下的一架A321-231客機（航機編號B-MAJ）的外觀粉飾一新，除噴上“2005年東亞運動會徽”之外，更有運動會吉祥物柏柏的圖案，並將該機命名為「松山燈塔號」，該機成為澳門航空公司首架全彩繪客機。
2014年11月，澳門航空引進的第三架全新空中巴士A321客機（航機編號B-MBM 吉祥號），機身噴繪了澳門旅遊形象，噴繪圖案由兩部分組成, 第一部分機身前方, 線條靈感源自龍的鬚鬢，輕重由下而上躍起，比喻飛機翱翔天際時猶如矯健的飛龍；紅綠顔色源自旅遊局標誌。第二部分線條大面積由上而下（當中包含澳門代表性建築物大三巴牌坊、媽閣廟、旅遊塔等）慢慢收窄延伸至其它建築群的輪廓；深綠色源自澳門特區區旗，淺綠色作襯托。兩部分組合起來便構成一種連接狀態，起承轉合。整個意念、構思、設計，就是希望讓更多人認識澳門。這也是也是澳門航空首架配備「鯊鰭小翼」設計的機型。
2019年1月，澳門航空與旅遊局再度合作推出彩繪機（航機編號B-MCI 澳門號），該機此前為中國國際航空所使用（航機編號B-6676），為 A320-232 型空中巴士，繪有澳門旅遊吉祥物「麥麥」圖案，以推廣澳門形象。
2019年7月，澳門航空與旅遊局再度合作推出第二部繪有澳門旅遊吉祥物「麥麥」圖案的彩繪機（航機編號B-MBB 祥和號），機型為 A321-231 型空中巴士，以推廣澳門形象，同時也是澳門航空第二架A321彩繪機。

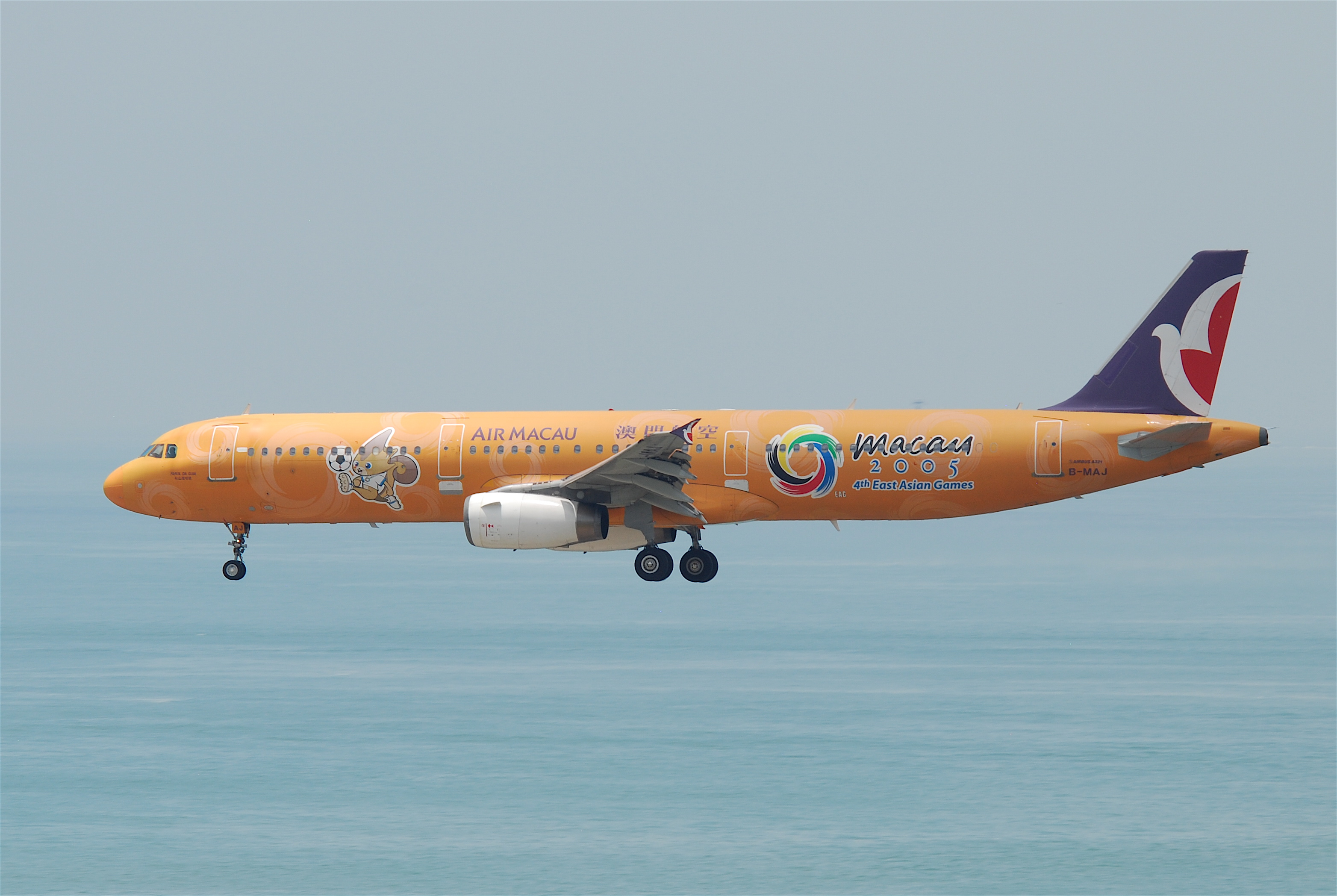
「松山燈塔號」空中巴士A321降落在香港國際機場（已恢復標準塗裝）
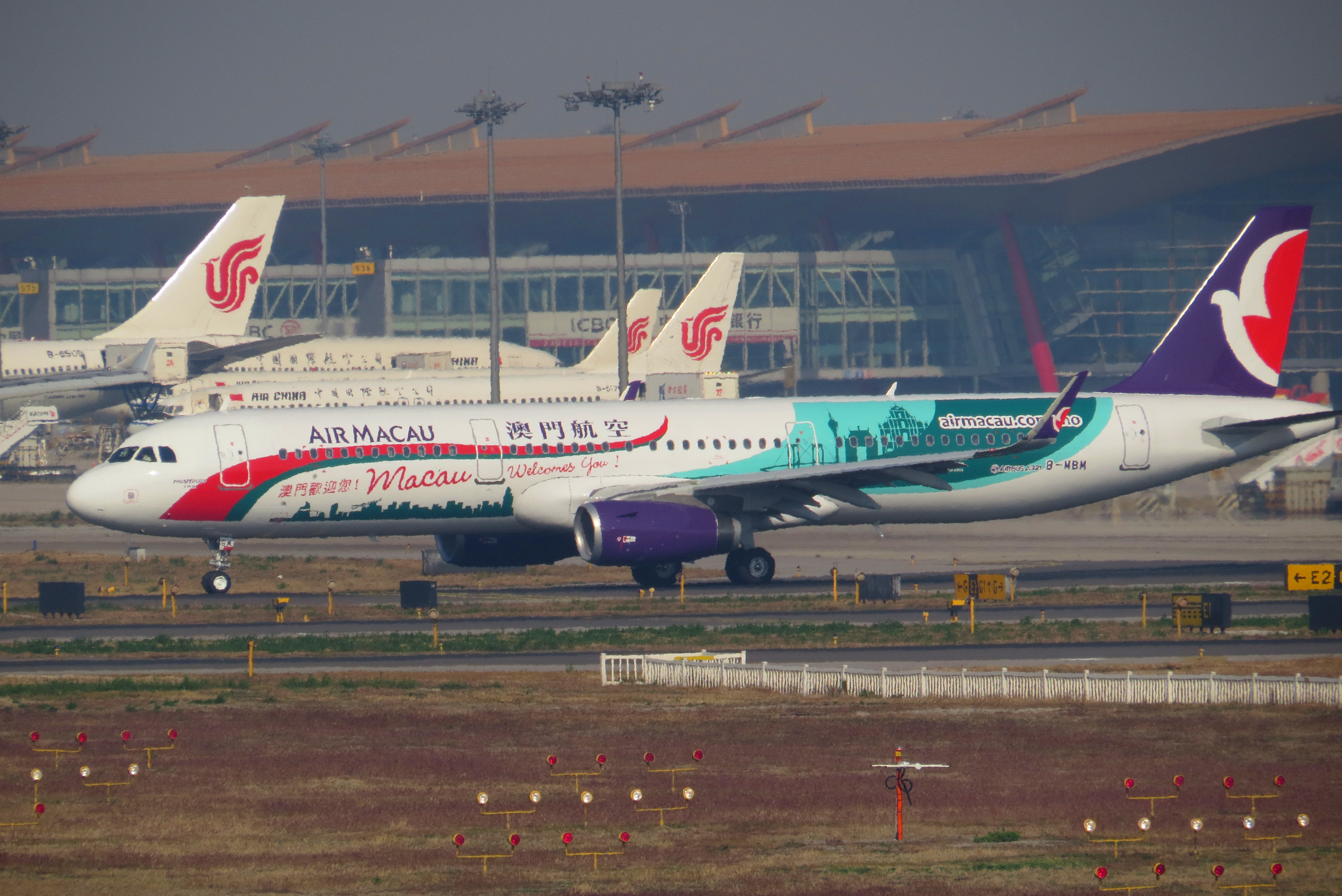
「吉祥號」空中巴士A321-231在北京首都國際機場

### 已退役機隊

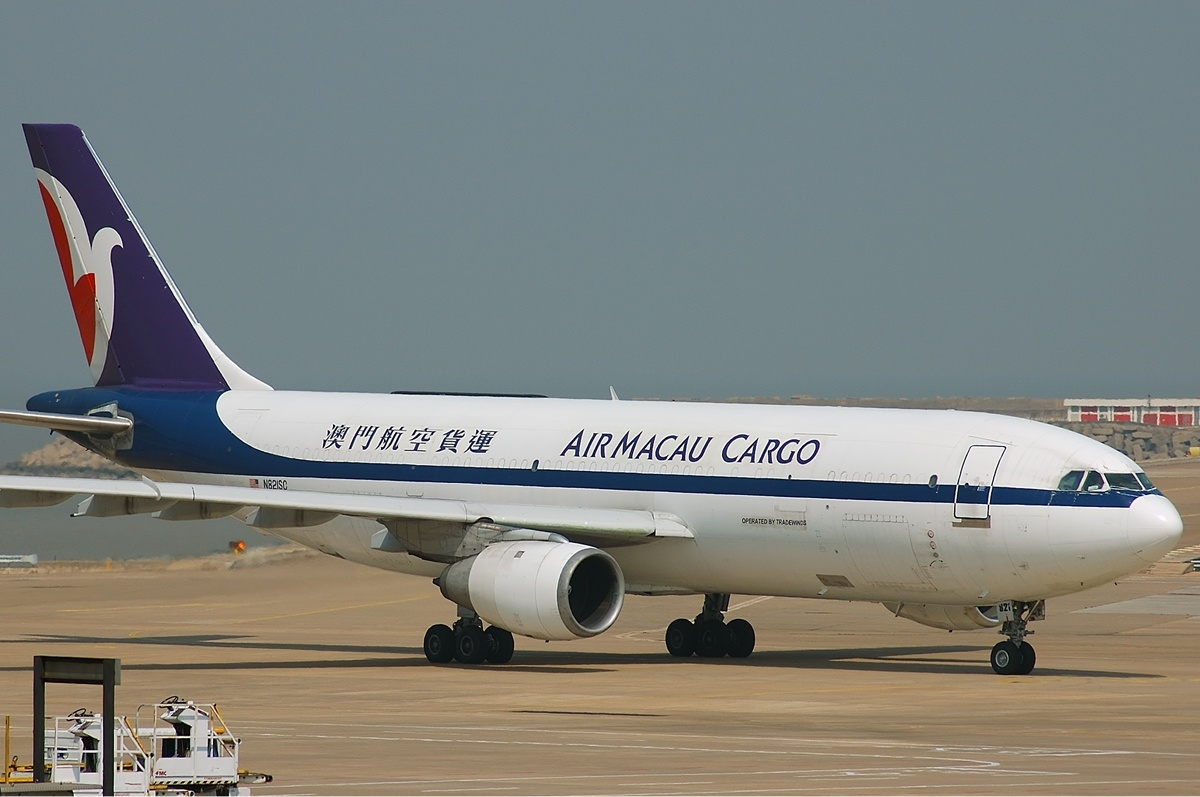
澳門航空A300-600RF貨機

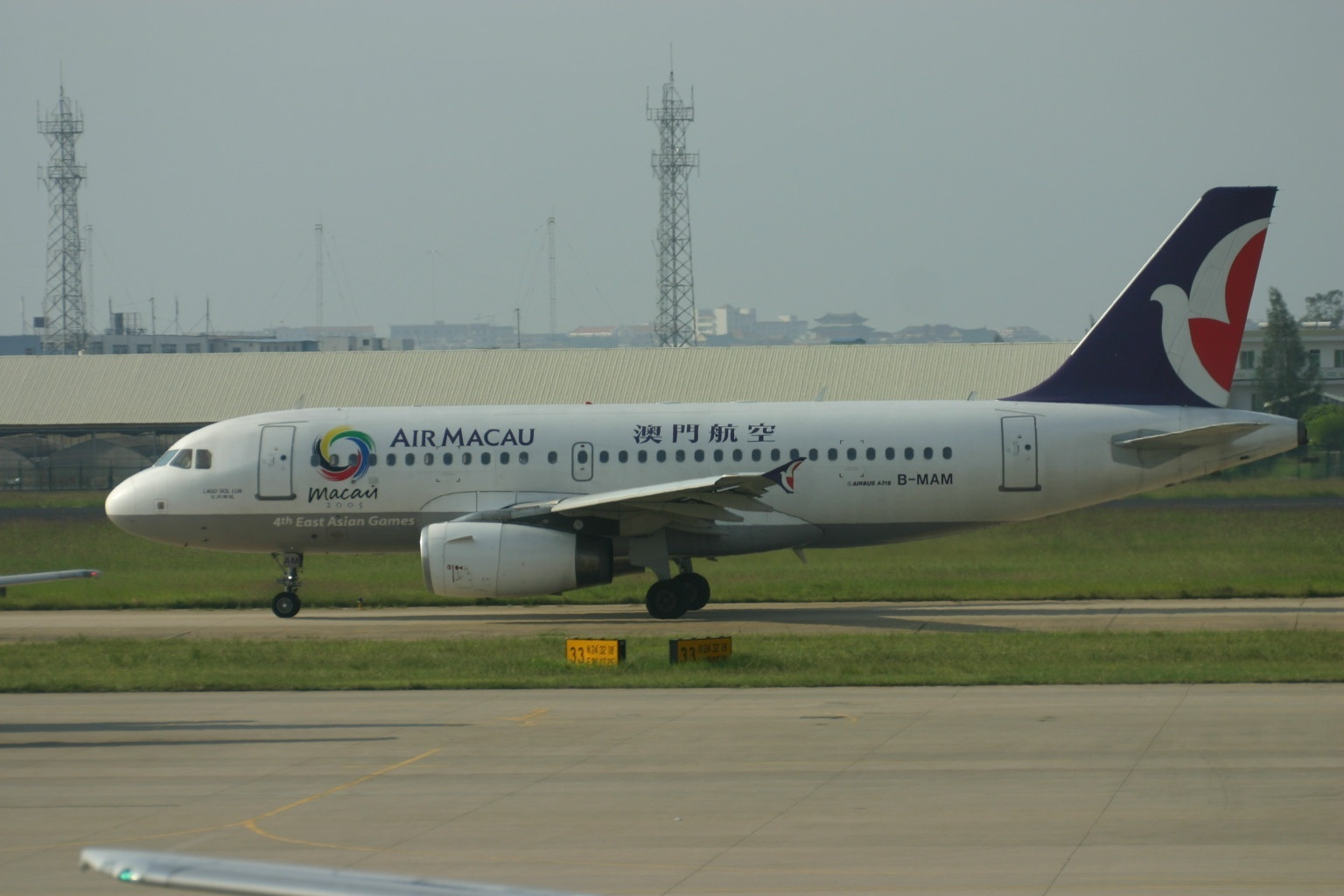
澳门航空的空中客车A319客机在厦门高崎国际机场滑行

| 機型               | 數量 | 退役日期                        | 備註                                   |
| ------------------ | ---- | ------------------------------- | -------------------------------------- |
| 波音727-100F       | 2    | 2006年5月                       | 濕租自拉亞航空                         |
| 波音757-200        | 1    | 2003年5月                       | 濕租自遠東航空，註冊號為B-27013        |
| 空中巴士A300-600RF | 2    | 2012年3月                       |                                        |
| 空中巴士A319-132   | 3    | 2015年3月、2019年6月、2020年2月 | 註冊號分別為B-MAM、B-MAK和B-MAN        |
| 空中巴士A320-232   | 2    | 2015年3月、2016年6月            | 註冊號分別為B-MAH、B-MAX               |
| 空中巴士A321-131   | 4    | 2013年4月 2016年2及4月          | 註冊號分別為B-MAB和B-MAR、B-MAF和B-MAG |
| 空中巴士A330-343   | 1    | 2025年1月1日                    | 濕租自中国国际航空，註冊號為B-5916     |

## 航點

### 客運航點
截至2025年4月，澳門航空运营到以下目的地的定期航班：
| 國家或地區 | 目的地 |
| ---------- | --- |
| 中国大陆   | 北京／首都、上海／浦東、上海／虹橋、青島、南京、常州、杭州、寧波、溫州、成都／天府、南寧、廈門、福州、貴陽、重慶（2025年7月1日復航） |
| 臺灣       | 台北／桃園、台中／清泉崗、高雄 |
| 日本       | 東京／成田、大阪／關西 |
|            | 首爾／仁川 |
| 新加坡     | 新加坡 |
| 马来西亚   | 吉隆坡 |
| 泰國       | 曼谷／素万那普 |
| 越南       | 河内、峴港 |
| 印度尼西亞 | 雅加達 |

### 代碼共享
雖然澳門航空並未加入航空聯盟，但因其母公司中國國際航空加入了星空聯盟，因此與星空聯盟部分成員航空公司的關係非常密切
2010年中，澳門航空正式宣佈與同樣是星空聯盟成員的全日本空輸成為合作伙伴，除了相互共享航班代號外，兩公司的常客獎勵計劃 - 澳尊會及ANA Mileage Club之會員均能在澳航或全日空營運之航班中賺取飛行里數。
2012年3月26日起，中國國際航空屬下之飛行常客計劃 - 國航知音正式開始與澳門航空展開合作，兩個常客獎勵計劃的會員搭乘澳航或國航之航班均能累積里數。
目前，澳門航空與以下航空公司簽訂代碼共享及聯營協議，標注[SA]為星空聯盟成員航空公司：
- 中國國際航空[SA]
- 深圳航空[SA]
- 全日本空輸[SA]
- 韓亞航空[SA]
- 泰國國際航空[SA]
- 菲律賓航空
- 長榮航空[SA]

### 航點歷史
2015年
1. 7月1日起，受南韓MERS疫情影響，首爾-仁川航線由每日兩班減至每日一班，取消航班編號為NX820/819。[26]
2. 10月25日起，天津航線NX238/237增設至每日一班。
3. 10月25日起，瀋陽航線NX68/67增設至每週四班。
4. 11月11日起，東京-成田航線NX862/861增設至每日一班。 [27]
5. 12月1日起，高雄航班編號由NX660/661更改為NX668/667。

2016年
1. 2月5日起，台北-桃園航線由每週28班增設至每週36班，新增航班編號為NX602/601 （每日執行）及NX622/621 （僅週日執行）。[28]
2. 3月28日起，開通往來澳門與福岡航線服務，每週四班。[29]
3. 3月起，夏季時間表啟用，峴港航線增至每日兩班，新增航班編號為NX870/869。
4. 4月29日起，峴港航線再增至每日三班，令每周航班總數增至二十一班，新增航班編號為NX830/829。
5. 9月23日起，開通往來澳門與貴陽航線服務，每周三班。

10月30日起，配合冬季時間表啟用，新增多條航線並加密班次：
1. 加密福岡航線班次，令其每周航班數目增至每周五班。
2. 福岡 2017年2月17日至3月15日期間澳門-福岡航班"無故"取消
3. 福岡 2017年3月26日起 澳門-福岡 航線將每週班次減少為 逢星期一、三、五 飛行
4. 10月30日上海浦東加密到每天兩班，連同上海虹橋一天合共四班，其後上海浦東每天航班表都取消一班，故仍然維持每天一班
5. 10月30日澳門台北線減到每天四班
6. 10月30日南寧減至每周四班
7. 10月30日成都由一週10班減到7班

2017年
1. 鄭州取消3月到5月航班，由6月1日再復航維持每周四班，其後又改回5月20日復航每週三班
2. 曼谷航線取消七班，由原來一周20班減至13班
3. 成都改回一周10班
4. 福岡航線減至每周3班

2018年-夏季航點航班次如下（以每周班次為基數）
北京28班、天津7班、上海浦東14班、上海虹橋14班、南京7班、合肥3班、成都7班、杭州14班、寧波7班、廈門7班、南寧4班、重慶7班、貴陽3班、鄭州3班、常州4班、台北28班、高雄7班、首爾14班、大阪7班、東京7班、福岡3班、曼谷14班、峴港21班、河內7班、青島航4班
2018年-冬季航點航班次如下（以每周班次為基數，2018年10月28日起）
北京28班、天津7班、上海浦東14班、上海虹橋14班、南京7班、合肥3班、成都7班、杭州14班、寧波7班、廈門7班、南寧4班、重慶7班、貴陽3班、鄭州4（増班）、常州7班（增班）、台北28班、高雄14班（增班）、首爾14班、大阪7班、東京7班、福岡3班、曼谷14班、峴港14班（減班）、河內7班、青島4班
2019年-新增航線/新増航班/計劃新增航線及航班
1. 1月21日起,開通溫州每周七班定期包機
2. 3月31日起，即夏季航班表每周増加周日一班福岡往來航班，即合共每週4班。
3. 7月1日起，每周增加7班東京航班，即每天2班，一週14班，待新客機到埗後再加密北京、上海、大阪等航班。
4. 澳航今年將引入7架新客機並把兩架舊機退役,當中有3架是最新型號空巴 A320 neo,另2架是由國航的二手機，機齡分別是5.5年及8年舊機，其中一架己於1月31日交付並投入首航東京航線，飛機也與旅遊局合作，機身嘖上澳門旅遊大使黑臉琵鷺「麥麥」標誌，另外兩架並沒對外透露，澳航早前也與另一飛機租賃公司簽訂協議將引人2架最新型號空巴A321 neo將於明年底交付。

2022年-恢復航線
1. 10月12日起，恢復往返河內及東京航班，每周一班。
2. 11月1日起，恢復往返台北航班，每周一班。[30]

2023年
1. 3月1日起首爾航班增班至一周兩班，周四周日；3月26日起增班至一周三班，周三周五周日；5月1日起增班至一周四班，周一周三周五周日。
2. 3月14日起台北航班增至至每天一班；
3. 3月16日起往返曼谷航班增班至一周兩班，周一周四。
4. 3月20日起恢復往返大阪航班，一周兩班，周一周五；3月26日起增班至一周三班，周一周三周五。
5. 3月23日起往返東京成田航班增班至一周兩班，周四周日；3月26日起增班至一周三班，周二周四周日；5月1日起增班至一周四班，周二周四周六周日。[31]
6. 3月23日起開辦往返新加坡航線，一周兩班，周四周六；3月26日起增班至一周三班，周二周四周六。[32]
7. 3月28日起開辦往返曼谷-廊曼航線，初期維持每周二、四各一個往來班次，而由5月中旬起再增至每日一班[33]。
8. 8月，恢復澳門往返貴陽及太原的航線[34]。
9. 10月29日，開辦往返印尼雅加達航線[35]。實際首航日為11月28日[36]。

2024年
1. 1月10日，開辦往返馬來西亞吉隆坡航線，每周4天共8個航班往返[37]。
2. 3月31日，杭州-澳門（NX121/122）、北京-澳門（NX001/002）改用空中巴士A330-300寬體機執飛，該客機濕租自中國國際航空[38]。
3. 11月1日，開辦往返臺中航線，每周4天共8個航班往返。

### 海峽兩岸
自從起步之時，澳門航空一直在海峽兩岸運送旅客的過程中扮演了至關重要的角色。目前，每周有28班澳门至台北的往返班次及14班澳门至高雄的往返班次。
澳門航空在提供海峽兩岸空中交通服務的重要性方面，也可以從它自1995年營運以來就開始提供的獨有服務中體現出來。在2003年兩岸開辦直航包機乃至2009年兩岸定期航班開辦之前，澳門航空是海峽兩岸唯一一家提供“一機到底”服務的航空公司。自台北來往北京、上海、廈門等中國大陸城市的旅客，只需要在澳門國際機場经停期间攜同自己的手提行李，辦理一個快速的換機手續，然後在離境大堂逗留大概30分鐘，就可以乘坐同一班飛機到達其目的地。同時，澳門航空也可以在航班上為台灣旅客辦理進入中國大陸（中國內地）所需的台湾居民来往大陆通行证。

## 事故
- 2006年3月4日，一架原定从澳門國際機場飛往台北桃園國際機場的空中巴士321-231客機（航班編號：NX628，飛機註冊編號：B-MAJ），航機啟航前由1部牽引工程車以拖曳設備拖離機場登機大樓，前往跑道準備起飛；於後推其間，疑似航機煞停，造成拖桿超過設計承受應力斷裂；意外發生原因因急減速時衝力，導致航機上旅客及機組人員來不及防範，向前趴倒或往前衝去，事件造成3傷。[39][40]
- 2019年7月17日，澳門航空從東京成田飛往澳門的A320neo客機（航班編號：NX861，飛機註冊編號：B-MBO）於起飛後發現引擎機械故障，為確保航班安全，機組及時處置，返回成田國際機場，執行該航班之航機現已安全降落成田國際機場，沒有旅客受傷。

## 外部連結
- 澳門航空 （页面存档备份，存于）（繁體中文）（简体中文）（英文）（日語）
- 澳門航空的Facebook專頁
- 澳門航空的新浪微博
- Air Macau Fleet Detail （页面存档备份，存于）（英文）
- Air Macau Passenger Opinions （页面存档备份，存于）（英文）